# ديفيد كرايغ
ديفيد كرايغ (بالإنجليزية: David Craig)‏ (11 يونيو 1969 بغلاسكو في المملكة المتحدة - ) هو لاعب كرة قدم بريطاني في مركز الدفاع. لعب مع دندي يونايتد وريث روفرز وكوين أوف ساوث ونادي بارتيك ثيسل ونادي بريتشين سيتي وهاميلتون أكاديميكال ونادي دمبرتون ونادي سترنرير ‏ وإلغين سيتي ‏ ونادي ستيرلينغشير الشرقية وهونغ كونغ رينجرز ونادي مونتروز لكرة القدم ونادي آير يونايتد.

## وصلات خارجية
- ديفيد كرايغ على موقع قاعدة بيانات كرة القدم.إي يو (الإنجليزية)
- ديفيد كرايغ على موقع Soccerbase.com (لاعب) (الإنجليزية)